# Дімітар Капинковський
Дімітар Капинковський (мак. Димитар Капинковски; нар. 27 травня 1975, Битола, СФР Югославія) — македонський футболіст та тренер, виступав на позиції захисника.

## Клубна кар'єра
Вихованець «Пелістера». У дорослому футболі дебютував 1999 року у складі вище вказаного клубу. У 2003 році перейшов до «Побєди», в якому виступав до 2009 року. У 2007 році виступав в оренді за «Башкімі». По завершенні угоди з «Побєдою» виїхав до сусідньої Албанії, де грав за «Бюліс» (Балш). Проте того ж року повернувся на батьківщину, виступав за «11 Октомврі», у складі якого й завершив кар'єру футболіста.

## Кар'єра в збірній
У футболці національної збірної Македонії дебютував у липні 2001 року в товариському матчі проти Катару. Загалом в збірній провів 9 матчів. Востаннє у футболці збірної Македонії виходив на поле у жовтні 2003 року в виїзному товариському матчі проти України.

## Кар'єра тренера
У 2014 році виконував обов'язки головного тренера «Пелістера».

## Досягнення
«Пелістер» (Битола)
- Кубок Македонії
  -  Володар (1): 2000/01

«Побєда»
- Перша ліга Македонії
  -  Чемпіон (2): 2003/04, 2006/07

- Кубок Македонії
  -  Фіналіст (1): 2006/07